# Skîpce, Horodok
Skîpce (în ucraineană Скипче) este localitatea de reședință a comunei Skîpce din raionul Horodok, regiunea Hmelnîțkîi, Ucraina.

## Demografie
Componența lingvistică a localității Skîpce
     Ucraineană (99,12%)
     Alte limbi (0,88%)
Conform recensământului din 2001, majoritatea populației localității Skîpce era vorbitoare de ucraineană (99,12%), existând în minoritate și vorbitori de alte limbi.